# Lyssomanes yacui
Lyssomanes yacui är en spindelart som beskrevs av Galiano 1984. Lyssomanes yacui ingår i släktet Lyssomanes och familjen hoppspindlar. Inga underarter finns listade i Catalogue of Life.